# HD 202606
HD 202606，又名BD-13 5897，SAO 164279、HR 8134，是一颗恒星，视星等为6.4，位于銀經37.26，銀緯-38.27，其B1900.0坐标为赤經21h 11m 45s，赤緯-13° -38.27′ 48″。